# 2008年香港股災
2008年香港股災是指2007年10月中代表香港股市指標的恆生指數由31958.41點跌至2008年10月中10676.29點，1年的時間累積下跌66.6%。

## 第一次股災
2008年香港第一次股災是2008年1月中，因美國次按風暴無法受控而引發的全球股災，導致香港股市下跌的事件。恆生指數由1月9日當月高位約27,600點，在不足兩星期時間，於1月22日跌至22,000點以下，並跌穿被視為牛熊分界線的250天平均線。

### 源起
近因：港股直通車落實遙遙無期；內地股市下跌
2007年8月下旬，中國當局公佈《開展境內個人直接投資境外證券市場試點方案》，使香港股市展開大升浪。同年10月30日，恆生指數創下31,958點的新高，短短兩個月累積升逾五成。同年11月4日，國務院總理溫家寶表明暫緩實行該方案，令恆生指數於翌日大跌，種下港股不斷下跌的禍根。2008年，內地股市大幅調整（由6000點跌至2000點以下），使港股難以回升；此外，美國房地產／信貸泡沫爆破後的影響陸續浮現，加深了港股的跌幅。
遠因：美國次按風暴無法受控（美國房地產，信貸泡沫爆破）
恆生指數在11月及12月期間甚為波動，徘徊在26,000至30,000點之間，但上升軌及下降軌逐漸收窄。2008年1月，美國次按風暴的影響開始浮現，引致恆生指數於1月16日下跌1386點，為2001年911事件以後單日最大跌幅，亦使恆生指數跌穿上升軌。雖然美國總統喬治布殊其後宣佈救市大計，但市場對此信心不大，令全球股市繼續大跌。1月22日，恆生指數再大跌2,061點，再創單日最大跌幅紀錄。五月時雖曾回升至26,000點，但信貸危機惡化加上內地股市下跌，使港股繼續尋底。九月中，陸續有大型金融機構破產或財困，市場對金融機構的信心瀕臨崩潰，使恆指在數天內接連跌穿20,000，19,000，18,000及17,000點的整數關口，多個板塊輪流被洗倉。

## 第二次股災
- 信貸泡沫爆破 影響陸續浮現
2008年香港第二次股災是2008年9至10月間，因美國第四大投資銀行雷曼兄弟宣佈破產，同時美國國際集團亦瀕臨破產邊緣而引發的金融震盪，繼而引發的全球股災。恆生指數由9月12日破產消息曝光前約19,300點，在數日期間已累積大跌3,000點，截至9月18日中午已跌至約16,300點。如果以9月1日當月高位21,000點計算，恆生指數跌點更接近5,000點。但當日下午香港金管局突然宣佈注資救市，使恆指一度倒升，最後只微跌4點，維持在17,600點的水平，被市場形容為大奇跡日。
但到了10月，投資者憂慮環球經濟會因金融海嘯而步入衰退，市場再次出現恐慌性拋售。雖然各國政府出手救市，但無助紓緩市場的恐慌情緒，使環球股市連日下瀉5%以上（俄羅斯、巴西、印尼等股市更曾經跌停）；加上基金贖回、套息拆倉潮湧現，美、日等股市持續波動，恆指再受拖累而大幅下瀉，月底時更一度跌至10,000點邊緣。從07年的歷史高位比較，恆指一年內已回落超過兩萬點，跌幅超過65%。